# Kaliuda
Kaliuda is een bestuurslaag in het regentschap Oost-Soemba van de provincie Oost-Nusa Tenggara, Indonesië. Kaliuda telt 3951 inwoners (volkstelling 2010).